# Netty Witziers-Timmer
Netty Witziers-Timmer, född 22 juli 1923 i Amsterdam, död 25 januari 2005 i Amsterdam, var en nederländsk friidrottare.
Witziers-Timmer blev olympisk mästare på 4 x 100 meter vid olympiska sommarspelen 1948 i London.